# Miliusa tristis
Miliusa tristis är en kirimojaväxtart som beskrevs av Wilhelm Sulpiz Kurz. Miliusa tristis ingår i släktet Miliusa och familjen kirimojaväxter. Inga underarter finns listade i Catalogue of Life.